# Hermágoras de Temno
Hermágoras de Temno (en griego antiguo: Ἑρμαγόρας Τήμνου, fl. siglo I a. C.) fue un retórico griego de la escuela de Rodas y profesor de retórica en Roma, donde la Suda afirma que murió a edad avanzada.
Parece haberse destacado como orador (o más bien como declamador) así como profesor de retórica. Sin embargo lo conocemos mejor como profesor de retórica. Los miembros de su escuela, entre quienes se contó el jurista Tito Accio, se llamaban a sí mismos Hermagorei. El principal adversario de Hermágoras fue Posidonio de Rodas, de quien se dice que contendió con él en presencia de Pompeyo.
Prestó particular atención a la llamada inventio, e hizo una extraña división de las partes de un discurso, la que difería de la adoptada por otros retóricos.  Cicerón se opone a su sistema, pero Quintiliano lo defiende, aunque en algunas partes censura lo que Cicerón aprueba.  Pero dice que en sus ansias de sistematizar las partes de un discurso, pierde de vista por completo el punto de vista práctico desde el que debe considerarse la oratoria.
Parece haber sido autor de varias obras perdidas: la Suda menciona (graeca sunt, no leguntur) Ρητορικαί (Retórica), Περί εξεργασίας (Acerca de la elaboración), Περί φράσεως (Acerca de las frases), Περί σχημάτων (Acerca de las formas), y Περί πρέποντος (Acerca de la materia), pese a que quizás algunas o todas podrían atribuirse a su tocayo, más joven que él, Hermágoras Carión, alumno de Teodoro de Gadara.
El método de Hermágoras de dividir un tema en "siete circunstancias" (quién, qué, cuándo, dónde, por qué, cómo, por qué medio) proporcionó las raíces de las "cinco preguntas W" usadas ampliamente en el periodismo, la educación y la investigación policial para asegurar la minuciosidad al cubrir un incidente o asunto particulares.

## El sistema retórico de Hermágoras [ editar | modificar el código ]
La teoría de los "estados de causa" representa la esencia de la retórica de Hermágoras, conocida por intermedio de los demás retóricos, en particular por la Retórica a Hérennius y por Cicerón , que la evoca en su De Inventione
Hermágoras distingue dos partes retóricas (contra cinco en Quintiliano o Aristóteles ):
- La invención de los argumentos  ;
- Juicio (valoración de argumentos), disposición, orden de los argumentos y elocución clásica.

Hermágoras restringe el dominio retórico únicamente a las cuestiones políticas. Distingue entre la “tesis” (o cuestión general) y la “hipótesis” (el caso particular). Retomando las particularidades del acto definidas por Aristóteles, enumera también los elementos a tener en cuenta para el estudio de los casos oratorios, centrándose en lo que él llama “circunstancias”:
- La persona,
- el acto,
- El tiempo,
- El lugar,
- La causa,
- La manera,
- El medio.

Hermágoras es, por tanto, en cierto modo, el padre del razonamiento jurídico, especialmente en el campo penal. Su doctrina de staseis o “estados de causa” permite analizar las razones de un fenómeno en relación con las circunstancias. Françoise Desbordes , en La rhétorique antique  presenta un cuadro y un estudio de la doctrina de Hermágoras.